# Friuli Grave Bianco
Il Friuli Grave Bianco è un vino DOC la cui produzione è consentita nelle province di Pordenone e Udine.

## Caratteristiche organolettiche
- colore: giallo paglierino più o meno intenso.
- odore: gradevole, fine.
- sapore: armonico, vellutato, asciutto.

## Produzione
Provincia, stagione, volume in ettolitri
- Udine  (1994/95)  50,05
- Udine  (1996/97)  50,02